# Alliance militaire anglo-polonaise
L'alliance militaire entre le Royaume-Uni et la Pologne est officialisée par l'accord anglo-polonais en 1939, avec des annexes ultérieurs de 1940 et 1944, prévoyant une assistance mutuelle en cas d'invasion militaire de l'Allemagne, comme spécifié dans un protocole secret,,.

## Assurance britannique en Pologne
Le 31 mars 1939, en réponse au mépris de l'Allemagne nazie envers les accords de Munich et son occupation du reste de la Tchécoslovaquie, le premier ministre britannique Neville Chamberlain s'engage à soutenir la France pour assurer l'indépendance de la Pologne :

« ...en cas d'action menaçant clairement l'indépendance de la Pologne, et que le Gouvernement polonais juge donc vital de résister avec ses forces nationales, le Gouvernement de Sa Majesté se devra de prêter immédiatement au Gouvernement polonais tout l'appui en son pouvoir, en leur donnant une assurance à cet effet. Je puis ajouter que le Gouvernement français m'a autorisé à faire comprendre qu'il se trouve dans cette affaire dans la même position que le Gouvernement de Sa Majesté. »

Les chefs d'état-major britanniques de l'époque estiment cependant que « nous ne pouvions apporter aucune aide directe par terre, mer ou air».
Le 6 avril, lors d'une visite à Londres du ministre polonais des Affaires étrangères, il est convenu d'officialiser l'assurance en une alliance militaire anglo-polonaise, en attendant les négociations,. Le texte du « communiqué anglo-polonais » indique que les deux gouvernements sont « en parfait accord sur certains principes généraux » et qu'il est « convenu que les deux pays sont prêts à conclure un accord à caractère permanent et réciproque...». Le livre bleu britannique de 1939 indique que l'accord formel ne sera signé que le 25 août.
Cette assurance est étendue le 13 avril à la Grèce et à la Roumanie, après l'invasion de l'Albanie par l'Italie.

## Accord d'assistance mutuelle
Le 25 août, deux jours après le pacte Molotov-Ribbentrop, l'accord d'assistance mutuelle entre le Royaume-Uni et la Pologne est signé. L'accord contient des promesses d'assistance militaire mutuelle entre les nations si l'une ou l'autre est attaquée par un « pays européen ». Le Royaume-Uni, sentant une tendance à l'expansionnisme allemand, chercha à décourager l'agression allemande par cette manifestation de solidarité. Dans un protocole secret du pacte, le Royaume-Uni n'offre son assistance en cas d'attaque contre la Pologne que spécifiquement par l'Allemagne. En cas d'attaque par d'autres pays, les parties ne sont tenues que de « se consulter sur les mesures à prendre pour être prises en commun». Le Royaume-Uni et la Pologne sont tenus de ne pas conclure d'accords avec d'autres pays tiers menaçant l'un et l'autre. En raison de la signature du pacte, Hitler reporta son invasion prévue de la Pologne du 26 août au 1er septembre.

## Échec de l'alliance soviéto-franco-britannique
Après l'occupation allemande de Prague en mars 1939 en violation de l'accord de Munich, le gouvernement de Chamberlain demande le soutien soviétique et français pour un front de paix. L'objectif est de dissuader une nouvelle agression allemande en garantissant l'indépendance de la Pologne et de la Roumanie. Cependant, Staline refuse de promettre le soutien soviétique aux garanties à moins que le Royaume-Uni et la France ne concluent d'abord une alliance militaire avec l'Union soviétique. Bien que le cabinet britannique ait décidé de rechercher une telle alliance, les négociateurs occidentaux à Moscou en août 1939 manquèrent d'urgence. Les pourparlers sont menés de manière médiocre et lente par des diplomates sans grande autorité, comme William Strang, un sous-secrétaire adjoint.
Staline insiste également sur les garanties britanniques et françaises à la Finlande, aux États baltes, à la Pologne et à la Roumanie contre l'agression allemande indirecte. Ces pays, cependant, craignaient que les soviétiques ne quittent jamais leur territoire. L'historien Michael Jabara Carley soutient de plus une attache constante anticommuniste des Britanniques, qui ne pouvaient pas faire confiance à Staline.
Pendant ce temps, les gouvernements britanniques et soviétiques sont séparément impliqués dans des négociations secrètes avec l'Allemagne. Finalement, Staline est attiré par un accord bien meilleur par Hitler, qui lui laisse le contrôle de la majeure partie de l'Europe de l'Est, et décide donc de signer le pacte Molotov-Ribbentrop,,.

## Accord naval polono-britannique
Depuis son déploiement au Royaume-Uni au milieu de 1939 dans le cadre du Plan Pékin, la marine polonaise demeurait dans les eaux britanniques. En novembre 1939, après l'invasion de la Pologne, l'accord naval polono-britannique autorise les marins polonais à porter leurs uniformes polonais et à avoir des commandants polonais à bord même si les navires étaient de fabrication britannique. L'accord sera ensuite révisé le 5 août 1940 pour englober toutes les unités polonaises.

## Accord anglo-polonais concernant les forces terrestres et aériennes polonaises
Le 5 août 1940, un accord est signé selon lequel « les forces armées polonaises (comprenant les forces terrestres, maritimes et aériennes) seront organisées et employées sous le commandement britannique » mais seraient « soumises à la loi militaire polonaise et à une décision disciplinaire, et elles [seraient] jugées par des tribunaux militaires polonais ». Le seul changement survient le 11 octobre 1940, lorsque l'armée de l'air polonaise devint soumise à la discipline et aux lois britanniques.

## Analyse
L'alliance engage le Royaume-Uni, pour la première fois dans l'histoire, à combattre au nom d'un pays européen autre que la France ou la Belgique,. Hitler exige alors la cession de la ville libre de Dantzig, une autoroute extraterritoriale (la Reichsautobahn Berlin-Königsberg) à travers le corridor polonais et des privilèges spéciaux pour la minorité ethnique allemande en Pologne. Aux termes de l'alliance militaire, la Pologne et le Royaume-Uni sont libres de décider de s'opposer par la force à tout empiétement territorial, le pacte ne comportant aucune déclaration sur l'engagement de l'une ou l'autre des parties à défendre l'intégrité territoriale de l'autre partie. Cependant, il y a des dispositions concernant les « menaces indirectes » et les tentatives de saper l'indépendance de l'une ou l'autre des parties au moyen de la « pénétration économique », une référence claire aux exigences allemandes.
En mai 1939, la Pologne signe un protocole secret à l'Alliance militaire franco-polonaise de 1921, mais il n'est ratifié par la France que le 4 septembre.
Le 17 septembre, l'Union soviétique envahit la Pologne par la frontière orientale de la Pologne, conformément au protocole secret du pacte Molotov-Ribbentrop spécifiant la division de la Pologne. Selon le pacte de défense commune polono-britannique, le Royaume-Uni devrait donner à la Pologne « tout le soutien et l'assistance en sa puissance » si la Pologne était « engagée dans des hostilités avec une puissance européenne à la suite d'une agression de cette dernière ». L'ambassadeur de Pologne à Londres, Edward Bernard Raczyński, contacte le ministère des Affaires étrangères britannique pour souligner que la clause 1(b) de l'accord, qui concernait une « agression d'une puissance européenne » contre la Pologne, devait s'appliquer à l'invasion soviétique. Le ministre des Affaires étrangères, Lord Halifax, répond que l'obligation du gouvernement britannique envers la Pologne découlant de l'accord anglo-polonais était limitée à l'Allemagne, selon la première clause du protocole secret.

## Critique
L'historien polonais Paweł Wieczorkiewicz écrit : « Les dirigeants polonais n'étaient pas conscients du fait que l'Angleterre et la France n'étaient pas prêtes pour la guerre. Ils avaient besoin de temps pour rattraper le Troisième Reich et étaient déterminés à gagner du temps à tout prix ». Le publiciste Stanisław Mackiewicz déclare à la fin des années 1940 : « Accepter les garanties de Londres fut l'une des dates les plus tragiques de l'histoire de la Pologne. C'était une aberration mentale et une folie ». Le jour même que les Britanniques promettent son soutien à la Pologne, Lord Halifax déclare : « Nous ne pensons pas que cette garantie sera contraignante ». Un autre diplomate britannique, Alexander Cadogan, écrit dans son journal : « Naturellement, notre garantie ne donne aucune aide à la Pologne. On peut dire que c'était cruel envers la Pologne, voire cynique ».
Des négociations militaires polono-britanniques sont menées à Londres mais aboutissent à un fiasco. Après de longs pourparlers, les Britanniques s'engagent à contrecœur à bombarder l'armée et les installations allemandes si les Allemands mènent des attaques de ce genre en Pologne. Les chefs militaires polonais n'obtiendront aucune autre promesse. Dans le même temps, la partie polonaise négocie un prêt militaire. L'ambassadeur de Pologne au Royaume-Uni, Edward Raczyński, qualifie les négociations de « cauchemar sans fin ». Józef Beck écrit dans ses mémoires : « Les négociations, menées à Londres par le colonel Adam Koc (en), se sont immédiatement transformées en discussion théorique sur notre système financier. Il était clair que John Simon et Frederick Leith-Ross (en) ne se rendaient pas compte de la gravité de la situation. Ils négocient en termes purement financiers, sans tenir compte des règles de l'alliance de guerre. En conséquence, l'offre anglaise ne nous donnait aucune raison de renforcer rapidement notre armée ».
Le 2 août 1939, les Britanniques acceptent finalement d'accorder à la Pologne un prêt militaire de 9 millions de livres sterling, ce qui était inférieur à celui que la Turquie avait reçu à la même époque. La Pologne avait demandé un prêt de 60 millions de livres sterling.

### Lectures complémentaires
- Anita J. Prazmowska. (1987). Britain, Poland and the Eastern Front, 1939. Cambridge University Press,  (ISBN 0-521-33148-X)
- Władysław W. Kulski. (1976). "The Anglo-Polish Agreement of August 25, 1939: Highlight of My Diplomatic Career", The Polish Review, 21 (1/2): 23–40.